# Joaquim Fiol i Pujol
Joaquim Fiol i Pujol (Palma, Mallorca, 1831 - 1895) fou un advocat i polític mallorquí, diputat a les Corts espanyoles durant la restauració borbònica. El 1855 va fundar el diari d'ideologia republicana El Iris del Pueblo, i el 1863 va col·laborar a l'Ateneu Balear. Va participar activament en l'erradicació de l'epidèmia de còlera que assolà Palma el 1865, i mercè la seva amistat amb Emilio Castelar participà en la Junta de Govern de Balears que dirigí a les Illes la Revolució de 1868. Quan aquesta triomfà fou nomenat cònsol d'Espanya a Alexandria (1868-1870) i governador civil d'Almeria el 1870 i de Madrid de desembre del 1872 a febrer del 1873. Posteriorment es va adherir al Partit Demòcrata Possibilista i participà en diverses associacions científiques. Fou diputat pel districte de Palma a les eleccions generals espanyoles d'abril de 1872, agost de 1872, 1881 i 1886. El 1879 promogué la creació de la colònia agrícola dels Fusterets, al terme de la Pobla.

## Obres
- Poesies (1868)
- Una preocupació mallorquina (1877) sobre els xuetes.